# Centro Cultural e Turístico Tancredo Neves
A Fundação Cultural do Pará (abreviado FCP), anteriormente chamado "Fundação Cultural do Pará Tancredo Neves" (FCPTN), é uma instituição pública brasileira do tipo entidade fundacional do governo do estado do Pará, com sede no centro de convenções e artes "Centro Cultural e Turístico Tancredo Neves" (abreviado CENTUR) localizado na cidade paraense de Belém (capital do Pará), inaugurado em 1986 projetado pelos arquitetos Euler Santos Arruda, Edson Santos Arruda e Rafael Gonçalves.

## História
O evento fundador das políticas culturais no Estado do Pará ocorreu em novembro de 1975, com a criação da Secretaria de Estado de Cultura, Desportos e Turismo (SECDET). Antes desta as políticas culturais estatais eram inexistentes no estado, apesar de existir uma Secretaria de Estado de Educação e Cultura, criada em 1951, sua atuação era centrada na área de educação. Consequentemente, a pasta de educação era detentora de todos os recursos orçamentários destinados à Secretaria, até ocorrer o desmembramento do setor cultural e da educação.
A criação da SECDET acontece em meio à ditadura militar no Brasil, em um momento histórico caracterizado pela abertura lenta e gradual do regime ditatorial, que culminaria, em 1985, com seu fim no país. A nova secretaria (SECDET) tinha os seguintes objetivos: a) "Promover a preservação do patrimônio histórico, literário, artístico e cientifico"; b) "Promover o desenvolvimento do turismo no Estado"; c) "Proporcionar apoio aos esportes e estimular o desenvolvimento das atividades desportivas em todas as suas modalidades".
Este foi um período marcado por modificações como o Estado lida com a cultura, pois é um momento de iniciativas na área cultural e diminuição do uso da força física. Surge em 1975 o primeiro Plano Nacional de Cultura, além da criação de várias instituições do ramo em nível federal, como a Fundação Nacional das Artes (1975), o Centro Nacional de Referencia Cultural (1975), o Conselho Nacional de Cinema (1976), a Fundação Pró-Memória (1979). Os debates sobre da criação da secretaria no Pará,ocorreram quase exclusivamente por intelectuais da cidade de Belém, revelando a triste tradição de centralização das questões culturais do estado na capital, subordinados aos interesses das elites belenenses, representados pela Academia Paraense de Letras e pelo Conselho Estadual de Cultura, ambas as instituições tinham intervenção direta na política cultural da SECDET. Na primeira gestão da secretaria (1976-1981), esteve à frente o então secretário Octávio Lyra Maya que, ao tentar desenvolver uma política cultural no Estado enfrentou problemas relativos à baixa institucionalização do setor cultural na região. Os agentes culturais, que eram responsáveis pela implementação das políticas, expuseram dificuldades no Relatório de 1979 das Atividades da Secretaria de Estado de Cultura, Desporto e Turismo com reivindicações dos executores das políticas setoriais da secretaria.
Tais dificuldades enfrentados pela secretaria culminaram na implantação da Lei 4 953 de março de 1981, que reorganizava administrativamente a secretaria. Assim, percebe-se um movimento mais consolidado de institucionalização da cultura na região. Datam desta gestão o inicio das obras do centro cultural - que seria futuramente o CENTUR (inaugurado apenas em 1986) - assim como a primeira restauração do Theatro da Paz e a sede própria do Teatro Experimental Waldemar Henrique (1979) e, também a Companhia Paraense de Turismo (PARATUR, 1971), passa a ser gerida pela SECDET, transformado em órgão de administração indireta.
A segunda gestão da SECDET (1982-1985), esteve na direção da secretária o jornalista e escritor Acyr Castro, membro desde 1981 da Academia Paraense de Letras, sendo um dos fundadores da Associação de Críticos de Cinema do Pará em 1963. Um dos marcos de sua administração foi a construção do espaço físico do Museu da Imagem e do Som (MIS) – que já existia desde 1971.
A terceira gestão, foi do poeta e professor universitário João de Jesus Paes Loureiro (1986-1990), marcada por diversas mudanças na secretaria, como intelectual de destaque na cena belenense, este já havia sido secretário da SEMEC – Secretaria de Educação e Cultura do Município de Belém – onde inaugurou uma gestão compartilhada, experiência que trouxe para a secretaria de estado. Inicialmente, Paes Loureiro foi convidado a ser o superintendente da Fundação Cultural do Pará Tancredo Neves e logo foi chamado a assumir a Secretaria Estadual de Cultura. Com a publicação da Lei 5 397 de outubro de 1987, se realizaram modificações na organização estrutural da secretaria que também teve seu nome modificado para Secretaria de Estado de Cultura (Secult). Além de ações que buscaram reorganizar a secretaria com fins de promover uma institucionalização maior, Paes Loureiro implementou uma política cultural no estado que modificou as formas de se pensar a cultura no Pará. Sua gestão tem como momentos mais marcantes o Projeto Preamar e o Fórum de Secretários de Cultura do Estado do Pará.
Assim o projeto Preamar era, como denomina Paes Loureiro, uma mostra cultural. Ele incitou à época não somente uma maior produção, circulação e consumo cultural no estado como também uma maior discussão sobre as políticas culturais, pois possibilitava debates acadêmicos sobre cultura, políticas culturais e gestão. Esta discussão dava melhores subsídios para que a administração compartilhada executada por Paes Loureiro pudesse acontecer. Outra faceta desta política foi a criação do Fórum de Secretários de Cultura do Estado do Pará, que proporcionava uma maior aproximação entre a esfera estadual e os municípios. No entanto, apesar dos esforços do professor, os avanços de sua política não encontraram continuidade. Apesar dos quatro anos de trabalho na cena cultural paraense, que foram importantes para a visibilidade de grupos do interior do estado e para um desenvolvimento mais democrático da cultura no Pará, durante o governo de Jader Barbalho a direção das políticas culturais do estado voltaram novamente ao centralismo na capital, com ações pontuais em outros municípios do Estado.
O gestor no momento, era o engenheiro e cientista Guilherme Maurício Souza Marcos de La Penha (1991-1994), ao assumir a Secult, não deu continuidade aos projetos desenvolvidos na gestão anterior e pôs fim à política de editais do Estado. Suas ações se concentraram nas relações entre cultura e turismo. As ações no interior do estado se desenvolvem no sentido de criar festivais locais, com vistas ao incremento do turismo nestas regiões, e assim tem início os festivais temáticos por cidades (do camarão, do açaí, da castanha). Na capital as ações se concentraram em atuações e políticas para áreas artísticas, como as artes plásticas, assim criou o Salão Paraense de Artes Plásticas e instalou o Museu do Estado do Pará (nas dependências do Palacete Bolonha e do Centur, posteriormente foi deslocado para o prédio projetado pelo arquiteto italiano Antônio Landi).

### Sobre a fundação
A  "Fundação Cultural do Pará Tancredo Neves" foi instituída em agosto de 1986, porém reestruturada em setembro de 2003 para "Fundação Cultural do Estado do Pará", com objetivo de fomentar e preservar os bens culturais através do ensino, experimentação e pesquisa, assegurando o acesso às linguagem de arte e de ofício.
A FCP é formada por cinco unidades, tombadas pelo patrimônio histórico:
- Centro de eventos Tancredo Neves,
- Núcleo de Oficinas Curro Velho (anteriormente Fundação Curro Velho), criado em dezembro de 1990
- Casa da Linguagem,
- Casa das Artes (anteriormente Instituto de Artes do Pará – IAP), criado em julho de 1999
- Teatro Experimental Waldemar Henrique.

## Características
O Centro Cultural e Turístico Tancredo Neves é complexo arquitetônico cultural da região norte, com uma área de 20 000 m², para realização de eventos de  médio porte, além de uma área de 4 500 m² coberta destinada a montagem de feiras, exposições, shows e festivais folclóricos.

### Divisões
O espaço é formado por:
- Auditório de Eventos Ismael Nery, para 750 pessoas
  - 9 Salas de Apoio
  - Hall de Exposições Ernesto Cruz
  - Hall Ismael Nery
  - Praça do Povo
  - Praça dos Artistas.
- Teatro Margarida Schivasappa, inaugurado em 1987, foi nomeado em homenagem à professora e atriz Margarida Schivasappa; considerada a primeira dama do teatro paraense.[7] Possui 505 assentos, em plateia, camarotes e mezanino.[7]
- Cine-teatro Líbero Luxardo
- Galeria Theodoro Braga
- Biblioteca Pública Arthur Vianna
- Fonoteca Satyro de Mello

## Ligação externa
- Página oficial